# Stupid girls (P!nk)
Stupid girls is een single van de Amerikaanse zangeres P!nk, afkomstig van haar vierde studioalbum I'm Not Dead.

## Parodie
Het nummer is een parodie op veel mensen, voornamelijk vrouwen die volgens P!nk 'dom' zijn omdat ze bijvoorbeeld hun lichaam gebruiken om beroemd te worden en aan plastische chirurgie doen. In de videoclip van het nummer parodieert ze onder andere Paris Hilton, Lindsay Lohan, Jessica Simpson en Nicole Richie en speelt ze verschillende 'domme' vrouwen. De videoclip is geregisseerd door Dave Meyers.

## Tracks
- Cd-single

1. Stupid girls
2. Heartbraker

- Maxi-single

1. Stupid girls (hoofdversie)
2. Stupid girls (D Bop-danceremix)
3. Stupid girls (Junior Vasquez & Dynamix-remix - clubMix)
4. Stupid girls (Noisetrip-remix)

| Stupid girls in de Nederlandse Top 40 - binnen: 11 maart 2006 | Stupid girls in de Nederlandse Top 40 - binnen: 11 maart 2006 | Stupid girls in de Nederlandse Top 40 - binnen: 11 maart 2006 | Stupid girls in de Nederlandse Top 40 - binnen: 11 maart 2006 | Stupid girls in de Nederlandse Top 40 - binnen: 11 maart 2006 | Stupid girls in de Nederlandse Top 40 - binnen: 11 maart 2006 | Stupid girls in de Nederlandse Top 40 - binnen: 11 maart 2006 | Stupid girls in de Nederlandse Top 40 - binnen: 11 maart 2006 | Stupid girls in de Nederlandse Top 40 - binnen: 11 maart 2006 | Stupid girls in de Nederlandse Top 40 - binnen: 11 maart 2006 | Stupid girls in de Nederlandse Top 40 - binnen: 11 maart 2006 | Stupid girls in de Nederlandse Top 40 - binnen: 11 maart 2006 | Stupid girls in de Nederlandse Top 40 - binnen: 11 maart 2006 |
| Week                                                          | 1                                                             | 2                                                             | 3                                                             | 4                                                             | 5                                                             | 6                                                             | 7                                                             | 8                                                             | 9                                                             | 10                                                            | 11                                                            | 12                                                            |
| ------------------------------------------------------------- | ------------------------------------------------------------- | ------------------------------------------------------------- | ------------------------------------------------------------- | ------------------------------------------------------------- | ------------------------------------------------------------- | ------------------------------------------------------------- | ------------------------------------------------------------- | ------------------------------------------------------------- | ------------------------------------------------------------- | ------------------------------------------------------------- | ------------------------------------------------------------- | ------------------------------------------------------------- |
| Position                                                      | 33                                                            | 18                                                            | 15                                                            | 13                                                            | 11                                                            | 9                                                             | 14                                                            | 15                                                            | 18                                                            | 25                                                            | 35                                                            | 35                                                            |